# Război informațional
Războiul informațional sau mediatic este nou apărut în marele cadru al războaielor informaționale (războiul psihologic, războiul imagologic, războiul de comandă – control și cel electronic, războiul web), aceasta datorită atingerii unui grad de globalizare al mijloacelor de comunicare în masă.

## Forme de exercitare
Războiul informațional poate fi întreprins pe diferite căi:
1. Transmisiile de televiziune și de radio inamice pot fi supuse bruiajului.
2. Transmisiile de televiziune și de radio pot fi atacate pentru pretinse campanii de dezinformare.
3. Rețele sau întregul sistem logistic advers poate fi scos din luptă, neeficientizat.
4. Rețelele de comunicație inamice pot fi scoase din luptă sau subminate.
5. Tranzacțiile de acțiuni la burse pot să fie sabotate prin intervenții directe, electronice, sau prin derutante știri senzaționale, fie prin plasări înșelătoare dezinformante.

## Spionaj și cunoaștere
Informația în sine, ajunge să fie privită ca o armă foarte valoroasă, în mod paradoxal una imaterială, care poate ajuta în mod decisiv la impunerea voinței proprii într-un conflict. Războiul, mai ales cel de succes, nu a putut fi purtat niciodată fără o minimă cunoaștere a adversarului,și de aceea spionajul este vechi de când lumea. Astăzi mai mult ca oricând nevoia de cunoaștere (în general) este de o importanță vitală pentru a avea succes.
Accesul la informații a devenit o armă cu două tăișuri, odată cu apariția Internetului la începutul anilor '90. Posibilitățile de a cunoaște cresc exponențial odată cu numărul celor care pot cunoaște. Internetul micșorează distanțele dintre indivizi, dintre civilizații, dintre oameni și statele în care trăiesc. 
Diferitele forme ale războaielor informaționale au multe elemente comune din punct de vedere al obiectivelor urmărite, al mijloacelor și metodelor folosite, al instrumentelor cu ajutorul cărora ele urmăresc să-și atingă scopurile.

## Superioritate informațională
În linii mari războiul informațional cuprinde acele acțiuni desfășurate în timp de criză sau război și îndreptate împotriva informațiilor sau sistemelor informaționale ale adversarului (concomitent cu protejarea propriilor informații și sisteme informaționale) în scopul atingerii unor obiective sau influențării anumitor ținte adverse. Există trei aspecte ale războaielor informaționale de care trebuie să se țină seama:
- Propria deținere de informații (și cunoștințe) și consecventa lor completare.
- Împiedicarea adversarului să ajungă în posesie de noi informații reale.
- Dezinformarea adversarului prin lansare de informații eronate sau furnizăndu-i-le direct.

## Război în era modernă
În era modernă, războaiele nu se mai poartă și câștigă pe frontul clasic de luptă, în plan fizic, ci pe planul informațional. Confruntările armatelor moderne se duc tot mai mult pe planul inteligenței și al psihicului uman.
Aceste noi tipuri de confruntări iau în considerare Triada puterii descrisă de Alvin Tofler în Powershift. Conform acesteia există trei surse importante ale puterii: forța fizică, bogăția și cunoașterea. Aceste trei elemente pot fi convertite ușor dintr-una în alta. Cel mai important, mai puternic și mai flexibil dintre ele este cunoașterea: 
- Forța brută este inflexibilă și poate fi folosită doar pentru a pedepsi. În plus orice forță fizică este limitată. Prea multă forță poate face să se distrugă ceea ce se vrea să fie apărat.
- Bogația este un instrument mai eficace decât forța brută. Poate fi folosită atât pentru a pedepsi cât și pentru a recompensa. Și ea este limitată. Bogăția nu este infinită.
- Cunoașterea este puterea la cea mai înaltă calitate. Ea poate fi folosită pentru a pedepsi, răsplăti, convinge, transforma. Celelalte forțe (elemente ale puterii) depind de cunoaștere iar cunoașterea nu se epuizează. Putem genera oricâtă cunoaștere.

Astăzi, câștigarea unei bătălii nu ține de forța militară brută și de numărul ostașilor. Dominante sunt elementele ce țin de inteligența umană: diversiunea, vicleșugul, spionajul, manipularea opiniei publice, experiența comandanților, psihicul luptătorilor…
Mijloacele de luptă în cadrul acestor războaie au fost descrise pentru prima dată de Sun Tzu ca fiind niște principii ale războiului. Elementele din lucrarea acestuia sunt folosite de teoreticienii diferitelor tipuri de războaie infomaționale.
În aceste confruntări nu este importantă realitatea vieții, ci opiniile oamenilor. Realitatea poate fi schimbată prin schimbarea opiniilor oamenilor care, la rândul lor, pot schimba lumea. Sentimentele, atitudinile și comportamentele indivizilor pot fi induse sau fabricate prin mijloace specifice.

## Canale de comunicație informaționale
Dezvoltarea infrastructurii informaționale, în curs de globalizare, în care se includ și structurile mediatice generează posibilități de comunicare din ce în ce mai sofisticate. Acestea transmit informațiile într-un ritm tot mai aceelerat și pe distanțe tot mai mari. Condiția esențială pentru ca aceste lucruri să se întâmple este ca conglomeratele comunicaționale să nu fie controlate de anumite centre de decizie, care pot încerca să controleze accesul oamenilor la resursele informaționale.
Agresiunile informaționale nu sunt noi. Noutatea decurge din folosirea rezultatelor cercetării științifice pentru conceperea mesajelor astfel ca ele să aibă efectul scontat precum și folosirea presei pentru transmiterea mesajelor manipulatoare. Combinarea acestor două elemente amplifică posibilitățile de agresiune informațională prin folosirea unor canale de comunicare pertinente și prin mesaje deosebit de bine elaborate.
Dezvoltarea mijloacelor de comunicare și a cercetării științifice face posibilă elaborarea unor strategii de manipulare informațională atât la nivel planetar, cât și la nivel local sau chiar individual. Aceste situații nu sunt doar posibile, ci prezente în realitate.
Agresiuniile au nevoie de condiții pentru că ele să poată avea efect. Presa trebuie să fie liberă de orice control public, redacțiile trebuie să fie vaste și transnaționale, canalele de informare trebuie să fie private, accesul oamenilor la presă să fie liber, fără controlul public, discernământul oamenilor să fie redus.

## Despre "invazie" culturală
Privind astfel lucrurile, o invazie culturală apare ca un real element de risc pentru existența unui stat și a unei națiuni deoarece produce disfuncționalități pregnate ale sistemului social și poate bloca capacitatea de răspuns în situații de criză și nu numai. Bineînțeles, este exagerat și neoportun să se considere că orice element cultural străin ce pătrunde are automat efecte negative asupra statului. Este evident că organizarea protecției informaționale este esențială pentru a întări discernământul social, atașamentul și interesul cetățeanului pentru starea națiunii. Protecția este necesară și pentru contracararea supracomunicarii și abuzului informațional, care duc la noncomunicare și pseudocomunicare, elemente ce generează rupturi sociale și dezechilibre în societatea civilă.

## Perspective posibile
Numeroase indicii evoca posibilitatea unei noi revoluții științifice ce se produce în domeniul procesării informației. Strategii americani încearcă să confiște aceste descoperiri pentru a determina ca ele să fie folosite cu prioritate de Statele Unite, pentru ca ele să dețină un avantaj asupra tuturor statelor, inclusiv asupra aliaților.
Tehnicile țin de generația a doua a agresiunilor informaționale și constau în atacarea structurilor mediatice și a infrastructurilor informaționale. Atacarea lor face posibilă blocarea funcționării structurilor publice, atât a celor administrative cât și a celor productive. Statul agresat nu își mai poate exercita puterea, nu mai controlează resursele, nu mai poate asigura cetățenilor un climat social normal. Generația aceasta ar permite exercitarea de presiuni asupra oricărui stat prin controlul informațional al centrelor de decizie.

## Filozofia războiului informațional
Războiul informațional nu ține de domeniul exclusiv al unei categorii de forțe armate. Competiția informațională este la fel de veche ca și conflictul uman. Statele, instituțiile și indivizii încearcă să-și mărească și protejeze propria bază de informații paralel cu încercarea de a o limita pe cea a adversarului.
Confruntarea informațională constă în țintirea informațiilor și a funcțiilor de informare a inamicului alături de protejarea celor proprii, având intenția de a înfrânge voința sau capacitatea acestuia de luptă.
Prin controlul mass-mediei se pot manipula cetățenii încât atitudinea acestora față de anumite probleme să fie favorabilă manipulatorului. Avantajul folosirii presei pentru astfel de acțiuni? Ea primește din start prezumția de nevinovăție din partea publicului.
Acțiunile militare clasice presupun desfășurarea de operațiuni în plan terestru, naval, aerian și spațial. Fiecare din aceste componente s-a dezvoltat pe rând și nu se poate vorbi, de exemplu, de o componentă spațială a războiului ca existând înaintea celei terestre sau navale. Toate au apărut pe măsură ce tehnologia a evoluat și omul s-a putut aventura în medii din ce în ce mai diverse și mai exotice.
În prezent, o nouă componentă a conflictului militar este considerată cea informațională. Totuși există o diferență majoră între mediul informațional în care se mută astăzi o parte din acțiunile ostile desfășurate de oameni și grupuri de oameni și cel în care s-au purtat până acum războaiele. Pentru prima dată omul cucerește un mediu imaterial lipsit de o fizică palpabilă. 
Una dintre consecințele dispariției sistemului bipolar și exploziei tehnologice actuale este preocuparea tot mai mare pe care statele o acordă războiului informațional ca război politic, ca parte componentă a politicii statului, atât pentru promovarea cât și pentru protejarea intereselor naționale.
Teoria și practica războiului informațional se bucură în ultimul timp de o atenție crescândă din partea politicienilor, strategilor, oamenilor de știință și mijloacelor de informare în masă din diverse țări, îndeosebi din spațiul nord-atlantic și european.
Nimic nu poate exista în afara sistemelor de comunicații, iar defectarea sau funcționarea în alți parametri a rețelelor de transmitere a datelor, fie și pentru câteva ore, poate genera adevărate seisme sociale cu efecte greu de imginat, mergând chiar, afirmă unii specialiști, până la paralizarea vieții naționale și internaționale, izbucnirea panicii și a unor revolte ce se pot transforma în manifestări de dezordine, care să pună în primejdie echilibrul și siguranța statelor, anihilarea capacităților de comandă și control etc. 
Introducerea pe scară largă a sistemelor informaționale ca bază a tuturor tipurilor de activitate la nivel social capătă, în plan politic, semnificație strategică. Se creează un nou sistem de dependențe care statuează o nouă scală a puterii, care nu mai este legată direct, pentru prima oară în istoria lumii, de capacitatea economică sau militară a unei țări. Deținerea de capacități de producere de hardware, esențială în anii de început ai bătăliei informaționale, a cedat în fața capacității de a produce și gestiona software, ceea ce permite și altor națiuni să poată intra pe piața rezervată până acum doar marilor puteri.
Războiul informațional nu este un fenomen nou: el include orice activitate ostilă îndreptată împotriva informațiilor, cunoștințelor și credințelor de orice natură și este purtat practic din cele mai vechi timpuri. Spațiul nord-atlantic și european (dar nu numai) parcurge un proces de tranziție de la o societate de tip industrial la o societate de tip informațional. În cadrul societății informaționale, a estima puterea și viabilitatea sistemului de securitate națională fără a lua în considerare sistemele informaționale și modul de exploatare a informației (colectarea, protecția, transportul, managementul și împiedicarea accesului la informație) reprezintă un risc major, deoarece centrul de greutate al acțiunilor tinde să se deplaseze dinspre dimensiunea materială spre cea informațională. Pe de-o parte, utilizarea tehnologiei informației oferă o creștere semnificativă a puterii și viabilității sistemului de securitate națională, iar pe de altă parte reprezintă un factor de risc în situația neprotejării infrastructurii informaționale. 
Această realitate necesită adoptarea unor decizii în domeniul politic, economic, militar și juridic, care ar putea constitui un punct de plecare în direcția unei preocupări permanente, la nivel de națiune, în privința războiului informațional. 
Un alt element de noutate pe care îl aduce astăzi războiul informațional îl reprezintă includerea unor domenii (relațiile publice, serviciile de informații, informatica, comunicațiile, etc.) și mijloace deja existente într-o strategie globală. Pentru a putea răspunde eficient provocărilor războiului informațional, este nevoie de o abordare globală, la nivel național, pe baza unei strategii care să proiecteze clar dezvoltarea domeniului. Pentru a obține o strategie coerentă în domeniul războiul informațional, este de dorit integrarea de sisteme, discipline și tehnici diferite.
Războiul informațional este forma de conflict specifică acestui sfârșit de secol și mileniu, deoarece el răspunde la unele dintre obiecțiile aduse atât de politicieni cât și analiștii geo-strategici sau de planificatorii militari formelor clasice de desfășurare a conflictelor.
Ceea ce este nou și caracteristic războiului informațional este posibilitatea de a manipula informația vehiculată în sistemele informaționale și uneltele necesare pentru a forma și orienta această informație. Informația a devenit o adevărată materie primă strategică idispensabilă autonomiei deciziei și succesului oricărei politici. Pentru satisfacerea intereselor de securitate națională, dominarea spectrului de informații este la fel de critică precum era și este încă ocuparea terenului sau dominarea spațiului aerian, strategia și tactica militară clasică. În etapa următoare, războiul informațional va juca un rol determinant în viața politică, economică și militară a oricărui stat. El este o realitate care, deși nu are o definiție universal acceptată, oferă o anumită coerență tuturor activităților legate de informație. 
Principalele trăsături ale războiului informațional se desprind din natura sa deosebit de complexă:
- Dificultatea precizării adversarilor;
- Absența unor frontiere de natură geografică și/sau temporale;
- Multitudinea de ținte;
- Lipsa unor metode rapide de remediere a consecințelor pe care le generează;
- Utilizarea unei tehnologii relativ simple, ieftine și larg răspândite;
- Dificultatea stabilirii unor responsabilități clare și precise privind managementul domeniului;
- Costurile relativ scăzute ale derulării operațiilor informaționale în raport cu rezultatele ce se pot obține;
- Posibilitățile sporite de manipulare;
- Ștergerea deosebirilor dintre nivelurile de comandă.

Războiul informațional este însoțit de noi mijloace de acțiune/influențare care eludează puterea convențională și granițele statelor. Multe dintre aceste mijloace acționează direct la nivelul comenzii și al controlului, al voinței, al informației, precum și asupra elementelor esențiale ale infrastructurii statale.
De asemenea, războiul informațional urmărește evitarea conflictelor convenționale, a producerii de victime și pagube, prin utilizarea acestor noi mijloace aflate la granița dintre starea convemțională de război și starea convențională de pace. 
Războiul informațional vizează structuri ale domeniului politic, economic, social sau militar, nu doar pentru a le distruge sau paraliza, ci mai ales pentru a le influența procesele decizionale. Astfel se face trecerea de la stadiul de violență organizată la stadiul de influențare ostilă.
În concluzie, războiul informațional poate fi privit sub șapte aspecte sau, altfel spus, în funcție de strategiile de atac-apărare construite și de armele informaționale utilizate comportă șapte dimensiuni diferite:
- Războiul de comandă și control. Este forma exclusiv militară a războiului informațional și are menirea să anihileze comanda și sistemele de comandă și control ale unui adversar prin integrarea operațiilor psihologice, a securității operațiilor, a inducerii în eroare, a războiului electronic și a distrugerii fizice;
- Războiul bazat pe informații. Este intelligence-ul clasic și constă în proiectarea, protecția și anihilarea sistemelor care conțin suficiente cunoștințe pentru a domina un spațiu de conflict;
- Războiul electronic. Utilizează tehnologie electronică și tehnici specifice pentru dominația spațiului electromagnetic;
- Războiul psihologic. Utilizează informația pentru a modifica atitudinile și opțiunile amicilor, neutrilor și adversarilor;
- Războiul hackerilor. Constă în atacuri pasive și active cu software malign asupra sistemelor informatice;
- Războiul în sfera informațiilor economice. Urmărește blocarea sau canalizarea informațiilor în scopul obținerii supremației economice;
- Războiul în spațiul realității virtuale. Este în prezent un punct de acumulare al scenariilor futuriste, al cercetării funadmentale și tehnologice.